# Melanichneumon tyrolensis
Melanichneumon tyrolensis là một loài tò vò trong họ Ichneumonidae.